# Anne Dorthe Tanderup
Anne Dorthe Tanderup (Aarhus, 24 april 1972) is een voormalig handbalster uit Denemarken. 
Met de Deense nationale vrouwenploeg won ze de olympische titel (Atlanta 1996), een jaar later gevolgd door de wereldtitel (1997). Daarnaast werd Tanderup twee keer Europees kampioen (1994 en 1996). Ze speelde in totaal 88 interlands (179 doelpunten) voor haar vaderland in de periode 1991–1997. Tanderup is getrouwd met de voormalige Deense wielrenner Bjarne Riis.